# Lacanobia mongolica
Lacanobia mongolica là một loài bướm đêm thuộc họ Noctuoidea. Nó được tìm thấy ở Mông Cổ, the South dãy núi Siberia và the Amur và vùng Primorye.
Sải cánh dài 32–38 mm.